# سیارک ۲۲۱۷۴
سیارک ۲۲۱۷۴ (به انگلیسی: 22174 Allisonmae، نامگذاری:2000XG28) بیست و دو هزار و صد و هفتاد و چهارمین سیارک کشف شده‌است که در ۴ دسامبر ۲۰۰۰ کشف شد.
قدر مطلق سیارک برابر ۱۷.۰ است.